# Один день в Стамбуле
«Оди́н день в Стамбу́ле» — российский художественный фильм в жанре трагикомедии, созданный в 2024 году театром «Квартет И» при содействии «Incidental 62» и «Incidental 48». Премьерный показ фильма состоялся 28 ноября 2024 года при участии кинокомпании «Централ Партнершип».

## Сюжет фильма
Четыре бывших одноклассника — писатель Денис, чиновник Марат, кинопродюсер Константин и врач Герман — прилетают в Стамбул, чтобы провести выходные с их общим другом, крупным бизнесменом Вадимом.
Сразу по прилёте им сообщают, что Вадим Вячеславович только что умер. Павел, «правая рука» покойного, предлагает помянуть босса на всё равно уже оплаченной и вот-вот ожидаемой у причала яхте во время прогулки по Босфору. В траурном мероприятии на воде вместе с пятью скорбящими мужчинами вынужденно принимают участие новая сотрудница Вадима Юлия, прилетевшая из Москвы вместе со всеми и едва знакомая со своим работодателем, и заранее заказанный экскурсовод Надежда. Герои выпивают, закусывают, разговаривают, порой даже шутят и смеются, повергая в недоумение турецкий экипаж. Близкие друзья и ближайший помощник вспоминают Вадима, который так или иначе повлиял на жизнь каждого из них. За три с лишним десятка лет бывало всякое, всплывают самые разные воспоминания, в том числе не всегда приятные…
Проделав по красивейшему проливу путь длиной в целый день, обернувшийся то грустными, то весёлыми поминками, их участники понимают, что даже смерть давнего друга — не самое худшее, что могло случиться.

## В главных ролях
| Актёр               | Роль                                   |
| ------------------- | -------------------------------------- |
| Леонид Барац        | Денис, известный писатель              |
| Камиль Ларин        | Марат, крупный чиновник                |
| Ростислав Хаит      | Костя, успешный кинопродюсер           |
| Александр Демидов   | Гера, врач                             |
| Тарас Кузьмин       | Паша, ближайший помощник Вадима        |
| Анастасия Белоусова | Юля, новая сотрудница Вадима           |
| Арина Маракулина    | Надежда, искусствовед, гид по Стамбулу |

## Съёмочная группа
- режиссёр — Авет Оганесян
- продюсеры — Эдуард Илоян, Денис Жалинский, Виталий Шляппо, Леонид Барац, Ростислав Хаит, Лариса Блажко, Сергей Бобза, Сергей Волков
- сценаристы — Сергей Петрейков, Ростислав Хаит, Леонид Барац
- оператор — Борис Литовченко
- звукорежиссёр — Денис Цуканов
- художники — Андрей Ивакин, Ирина Микова, Полина Стаценко

## История создания
Фильм создавался театральной труппой «Квартет И» на основе спектакля «Один день из смерти Вадика Беляева…», который появился в их репертуаре в конце 2021 года. Премьера фильма состоялась 28 ноября 2024 года. Изначально премьера была запланирована на 22 февраля 2024 года, но релиз перенесли по причине того, что фильм просто не успели смонтировать в срок. Местом съёмок фильма стал Босфор. Авторами фильма стали Леонид Барац и Ростислав Хаит, а также сценарист и режиссёр Сергей Петрейков; снял фильм режиссёр-дебютант Авет Оганесян. По словам создателей, сюжет фильма основан на реальных событиях. Вероятнее всего речь идет о финансисте Вадиме Беляеве, основателе группы «Открытие» и кинокомпании «Organic Films», которая выпустила комедию «О чём говорят мужчины». Трейлер комедии впервые показали на презентации «Централ Партнершип», которая состоялась 11 декабря 2023 года. Саму ленту представили публике на фестивале онлайн-кинотеатров «Новый сезон», который прошел в Сочи с 9 по 14 сентября 2024 года. Дистрибьютором картины выступает компания «Централ Партнершип». После кинотеатральной премьеры фильм появится в онлайн-кинотеатре «Start».

## Восприятие и критика
В фильме много фирменных „квартетовских“ диалогов — о жизни, женщинах, деньгах, дружбе, судьбе, — но они сильно отличаются от диалогов из „разговоров мужчин“, потому что ведутся от лица других персонажей и в неожиданных обстоятельствах. К тому же основных действующих лиц — семь. Мы рассуждаем о себе, о людях нашего поколения, прошедших становление в 90-х, добившихся успеха в нулевых, многие из которых не удержались на достигнутой высоте. Эта история — попытка проанализировать, в какой ты точке находишься, совершал ли ошибки, можно ли было их избежать, или именно они привели сначала к успеху, а потом и к падению. В фильме очень неожиданный финальный поворот, который случился у нас в жизни, и мы перенесли его на экран.Леонид Барац